# Dan Vebber
Dan Vebber, né le 7 août 1970 à Whitefish Bay (Wisconsin), est un scénariste américain.

## Biographie
Daniel Peter Vebber a travaillé comme dessinateur pour le journal The Onion. Il est ensuite devenu scénariste pour des séries télévisées, travaillant notamment plusieurs années pour les séries d'animation Futurama et American Dad!. Il a remporté en 2011 l'Emmy Award du meilleur programme d'animation pour Futurama.

## Filmographie

### PourLes Simpson
| Année | Titre                          | Titre original                         | Saison | Épisode | Réalisateur        |
| ----- | ------------------------------ | -------------------------------------- | ------ | ------- | ------------------ |
| 2011  | Le Coup du bouquin             | The Book Job                           | 23     | 6       | Bob Anderson       |
| 2016  | Lisa vétérinaire               | Lisa the Veterinarian                  | 27     | 15      | Steven Dean Moore  |
| 2018  | Professeur testeur             | Frink Gets Testy                       | 29     | 11      | Chris Clements     |
| 2019  | 101 Réductions                 | 101 Mitigations                        | 30     | 15      | Mark Kirkland      |
| 2019  | Le Thanksgiving de l'horreur   | Thanksgiving of Horror                 | 31     | 8       | Rob Oliver         |
| 2020  | Bart le méchant                | Bart the Bad Guy                       | 31     | 14      | Jennifer Moeller   |
| 2021  | Le Dernier Combattant de bar   | The Last Barfighter                    | 32     | 22      | Timothy Bailey     |
| 2022  | Les Hauteurs de l'horreur      | Boyz N the Highlands                   | 33     | 13      | Bob Anderson       |
| 2022  | Demi-frère de la même planète  | Step Brother from the Same Planet      | 34     | 8       | Matthew Faughnan   |
| 2023  | Maison de maître et femme      | McMansion & Wife                       | 35     | 3       | Debbie Bruce Mahan |
| 2023  | Simpson Horror Show XXXIV      | Treehouse of Horror XXXIV - Lout Break | 35     | 5       | Rob Oliver         |
| 2024  | Le Cerveau de Bart             | Bart's Brain                           | 35     | 18      | Michael Polcino    |
| 2024  | Simpson Horror Show XXXV       | Treehouse of Horror XXXV               | 36     | 5       | Timothy Bailey     |
| 2025  | The Flandshees of Innersimpson | The Flandshees of Innersimpson         | 36     | 15      | Chris Clements     |

### Autres
- 1997 : Space Ghost Coast to Coast (série télévisée, 2 épisodes)
- 1998-1999 : Buffy contre les vampires (série télévisée, saison 3 épisodes Amours contrariés et Le Zéro pointé)
- 1999-2001 : Daria (série télévisée, 3 épisodes)
- 2001-2013 : Futurama (série télévisée, 10 épisodes)
- 2005-2014 : American Dad! (série télévisée, 8 épisodes)